# Sommer i Palma
"Sommer i Palma" ("Verão em Palma") foi a canção da Noruega no Festival Eurovisão da Canção 1961 que teve lugar em Cannes em 18 de março daquele ano.
A referida canção foi interpretada em norueguês por Nora Brockstedt. Foi a décima-segunda canção a ser interpretada na noite do festival, a seguir à canção da Bélgica "September, gouden roos", cantada por Bob Benny e antes da canção da Dinamarca "Angelique", interpretada por Dario Campeotto. Terminou a competição em 7.º lugar, tendo recebido um total de 10 pontos.
No ano seguinte, a Noruega foi representada por Inger Jacobsen que interpretou o tema "Kom sol, kom regn"

## Autores
- Letrista: Egil Hagen
- Compositor:  Jan Wølner
- Orquestrador: Øivind Bergh

## Letra
A canção é de estilo "chanson", popular nos inícios do Festival Eurovisão da Canção. A canção descreve um romance na estância de férias espanhola de Palma de Maiorca. Apesar da barreira linguística (o seu amante fala castelhano e francês, ela canta que "Eu compreendo os olhares que tu estás enviando".
)

## Versões
Brockstedt gravou também uma versão em sueco intitulada "Sommar i Palma".